# Woodhouse Hall
Woodhouse Hall var en civil parish från 1858 till 1935 då den blev en del av Holbeck, i grevskapet Nottinghamshire, i England. Civil parish var belägen 7 km från Worksop och hade 140 invånare år 1931.